# Turniej Amazonii
Puchar Amazonii – turniej piłkarski rozegrany we wrześniu 2006 roku w Brazylii, w Manaus.

## Uczestnicy
- PSV Eindhoven
- Pogoń Szczecin
- Brøndby IF
- Club Brugge
- Galatasaray SK
- Nacional AM
- Caracas FC
- Bare FC